# Sint-Kornelis-Horebeke
Sint-Kornelis-Horebeke is een dorp in de Belgische provincie Oost-Vlaanderen en een deelgemeente van de gemeente Horebeke, het was een zelfstandige gemeente tot aan de gemeentelijke herindeling van 1977. Het behoort tot Zandlemig Vlaanderen en heeft een sterk golvend landschap (Vlaamse Ardennen, van 37 tot 100 m) met enkele vochtige beekdalen.

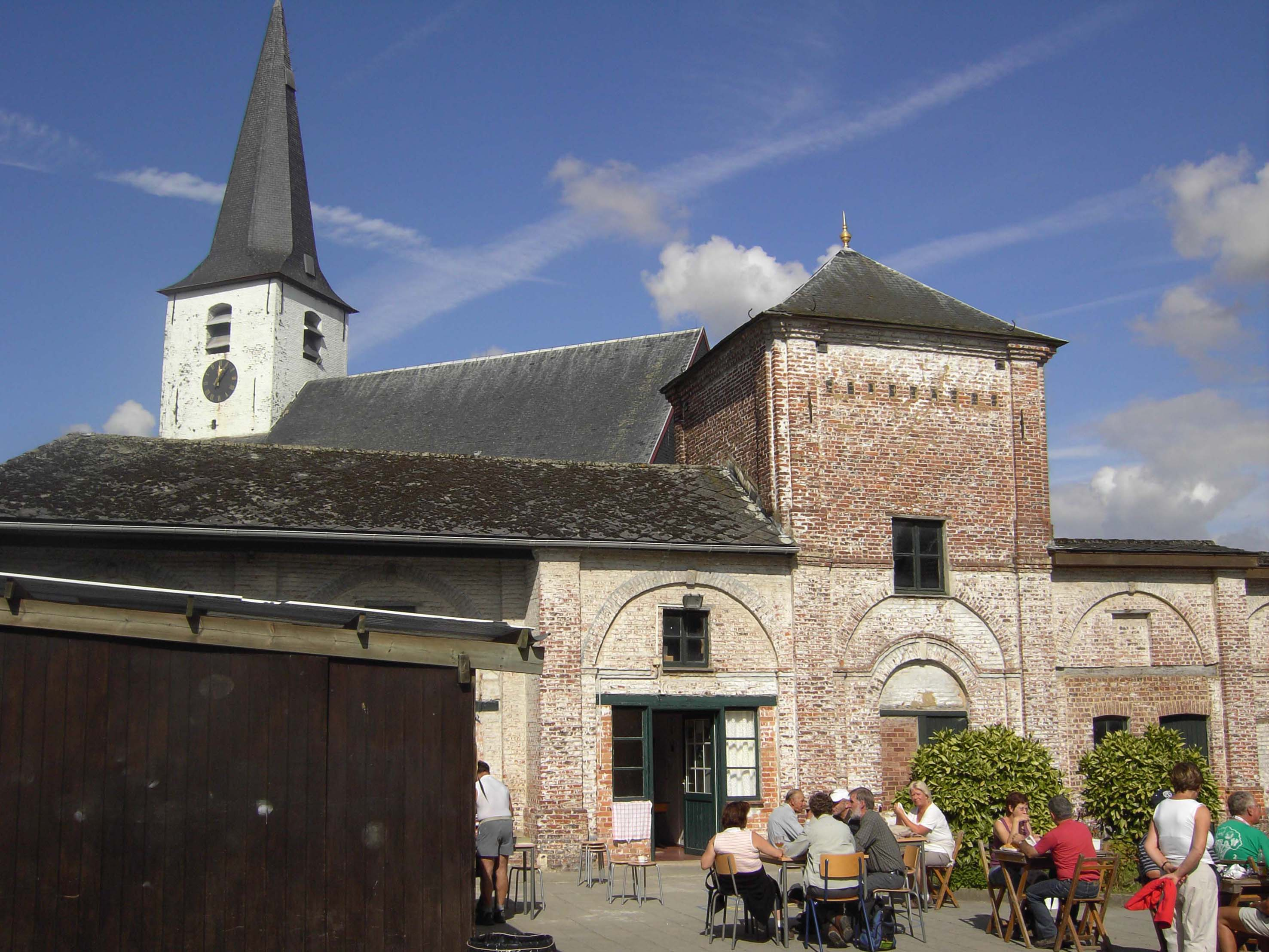
Kerk van Sint-Kornelius-Horebeke

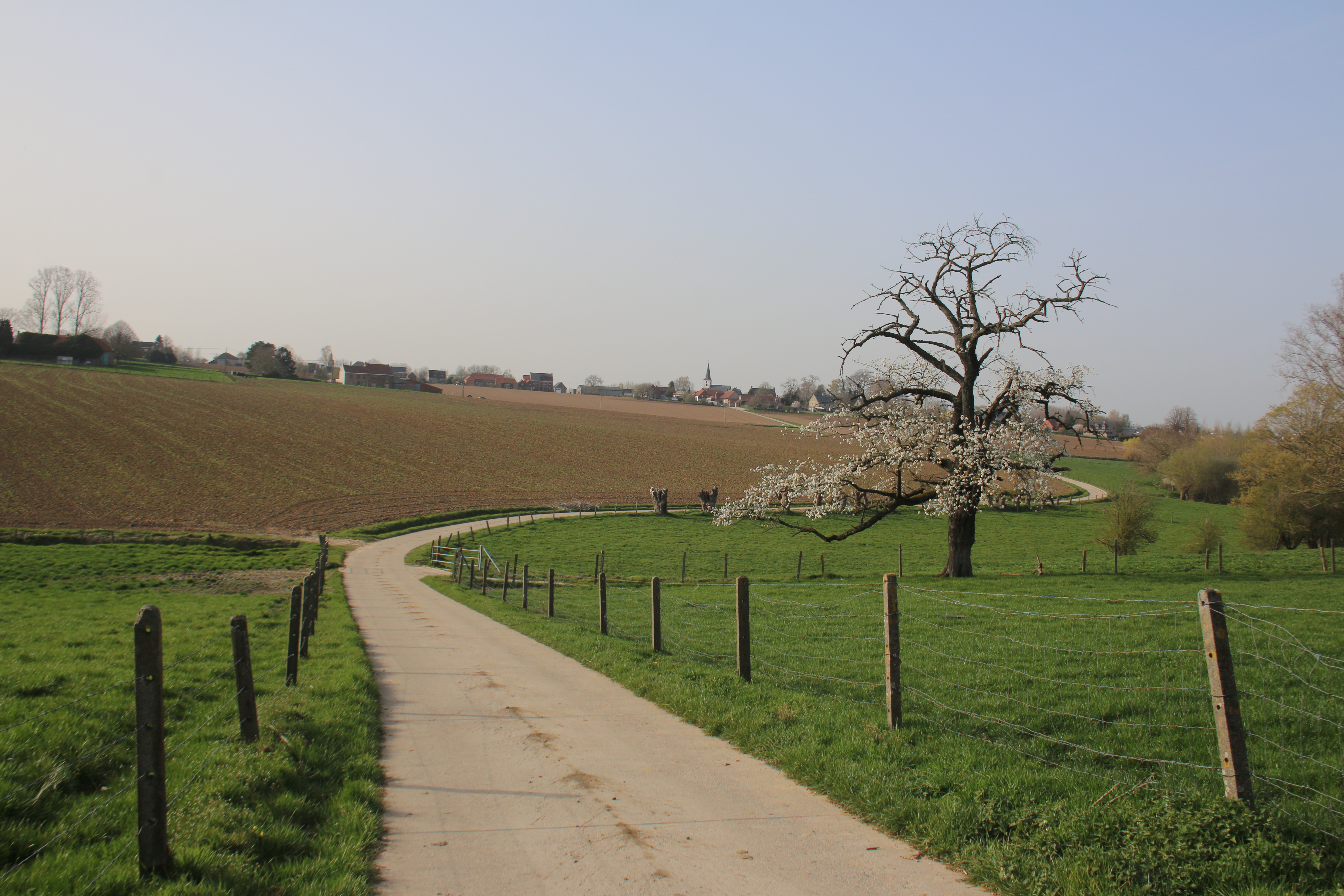

## Geschiedenis
De eerste vermelding van het dorp is uit 1148. In 1155 werd het als zelfstandige parochie afgesplitst van Sint-Maria-Horebeke. Het patronaat over het dorp berustte bij het Onze-Lieve-Vrouwekapittel van Doornik. Het tot het Land van Aalst behorende dorp had een eigen schepenbank en vierschaar, die echter slechts beperkte bevoegdheden bezat. In de periode van de Nederlandse Opstand werden beide Horebekes bolwerken van de bosgeuzen, die zich tot op heden als protestantse gemeenschap hebben gehandhaafd.

## Bezienswaardigheden
- De oorspronkelijk vroeggotische Sint-Corneliuskerk is ingrijpend verbouwd in de 18e eeuw.  Het orgel in de kerk is een rococo-orgel uit ca. 1777 van Pieter Van Peteghem, dat oorspronkelijk stond in een klooster in Elsegem en in Horebeke geplaatst werd in 1782.  Elk jaar op Pinksteren wordt er een Sint-Corneliusprocessie gehouden.[1]
- De gebouwen van het Minderbroedersklooster dateren uit de 18e eeuw, maar zijn pas sinds 1994 bij de orde in gebruik.
- Van de drie windmolens is alleen de Hoogkoutermolen volledig bewaard gebleven.
- De Kasseiweg Haaghoek
- De Sint-Corneliuskapel

## Natuur en landschap
Sint-Kornelis-Horebeke ligt in de Vlaamse Ardennen. De hoogte varieert van 37 tot 100 meter. 
In het zuiden van het dorp ligt een deel van het natuurreservaat "Het Burreken" dat de bronnen van de Krombeek omvat, een riviertje dat in noordelijke richting naar de Schelde stroomt.

## Demografische ontwikkeling
Sint-Kornelis-Horebeke was een zelfstandige gemeente tot aan de gemeentelijke herindeling van 1977, toen de gemeente opging in de fusiegemeente Horebeke.
- Bronnen:NIS, Opm:1831 tot en met 1970=volkstellingen; 1976 = inwoneraantal op 31 december

## Sport en recreatie
- De kasseien van de Haaghoek en de hellingen Steenberg en Foreest zijn bekend uit de Vlaamse wielerklassiekers. De Armekleie is een straat in een parcours voor wielertoeristen, net als de Buikberg.

## Galerij

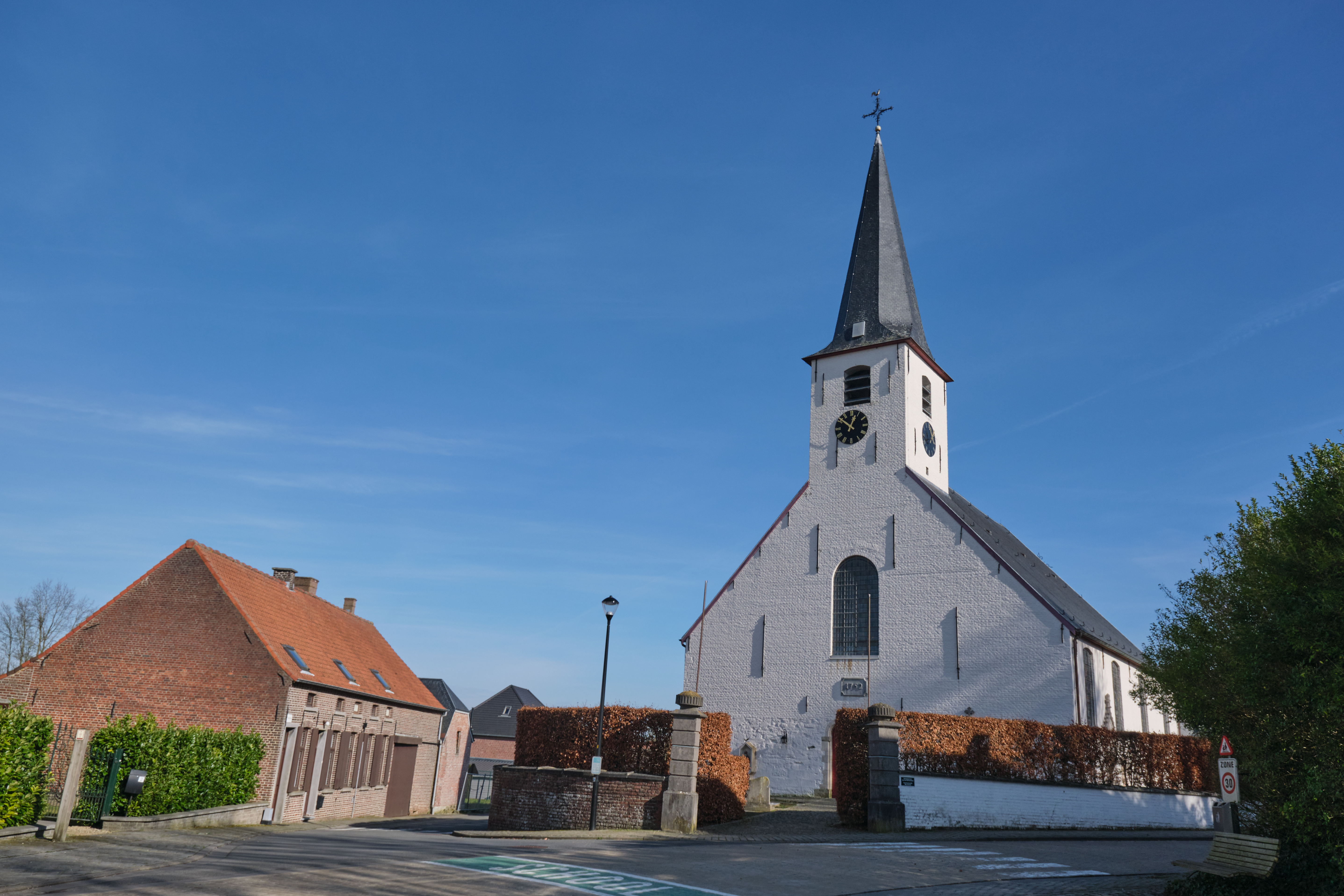
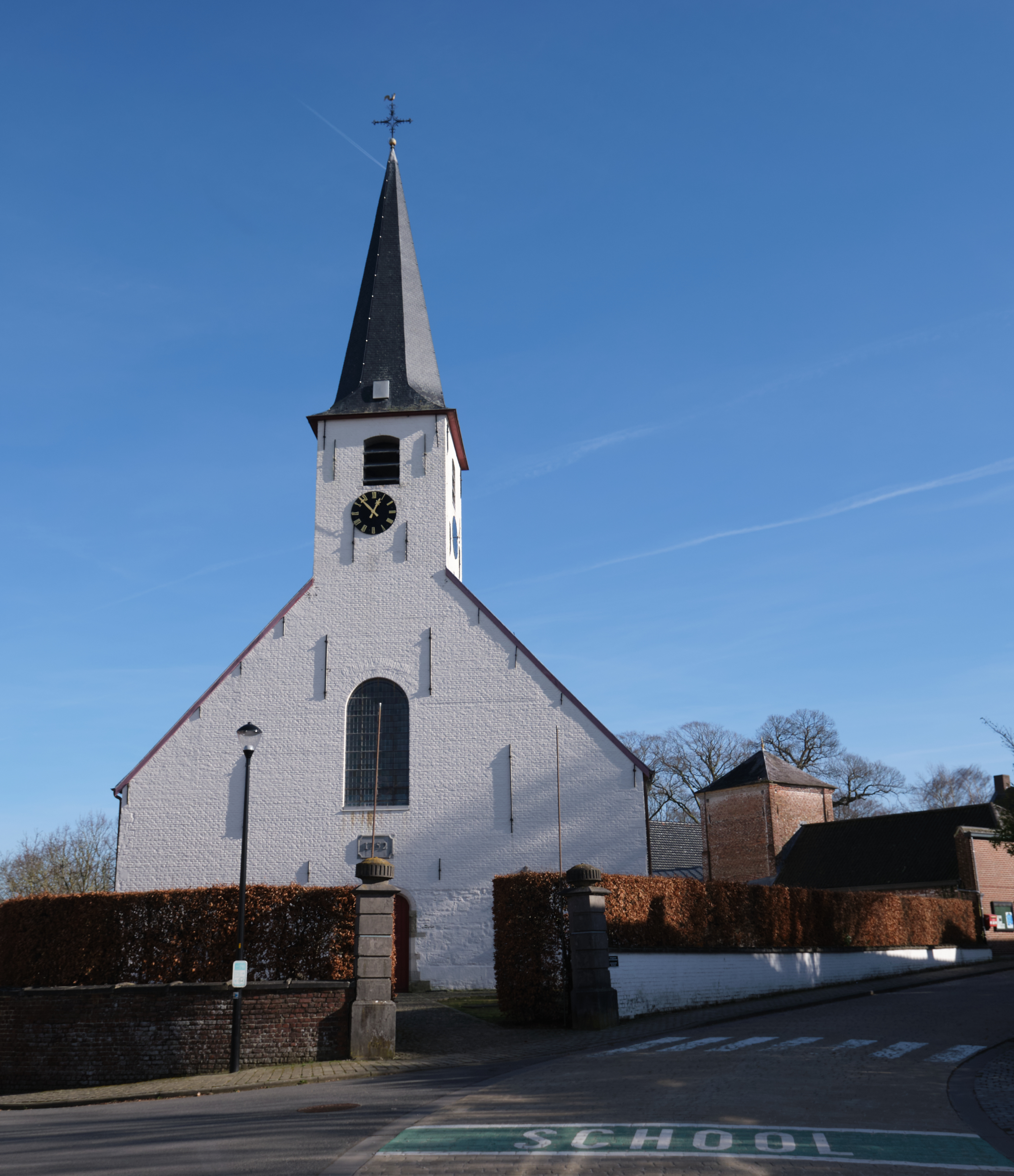
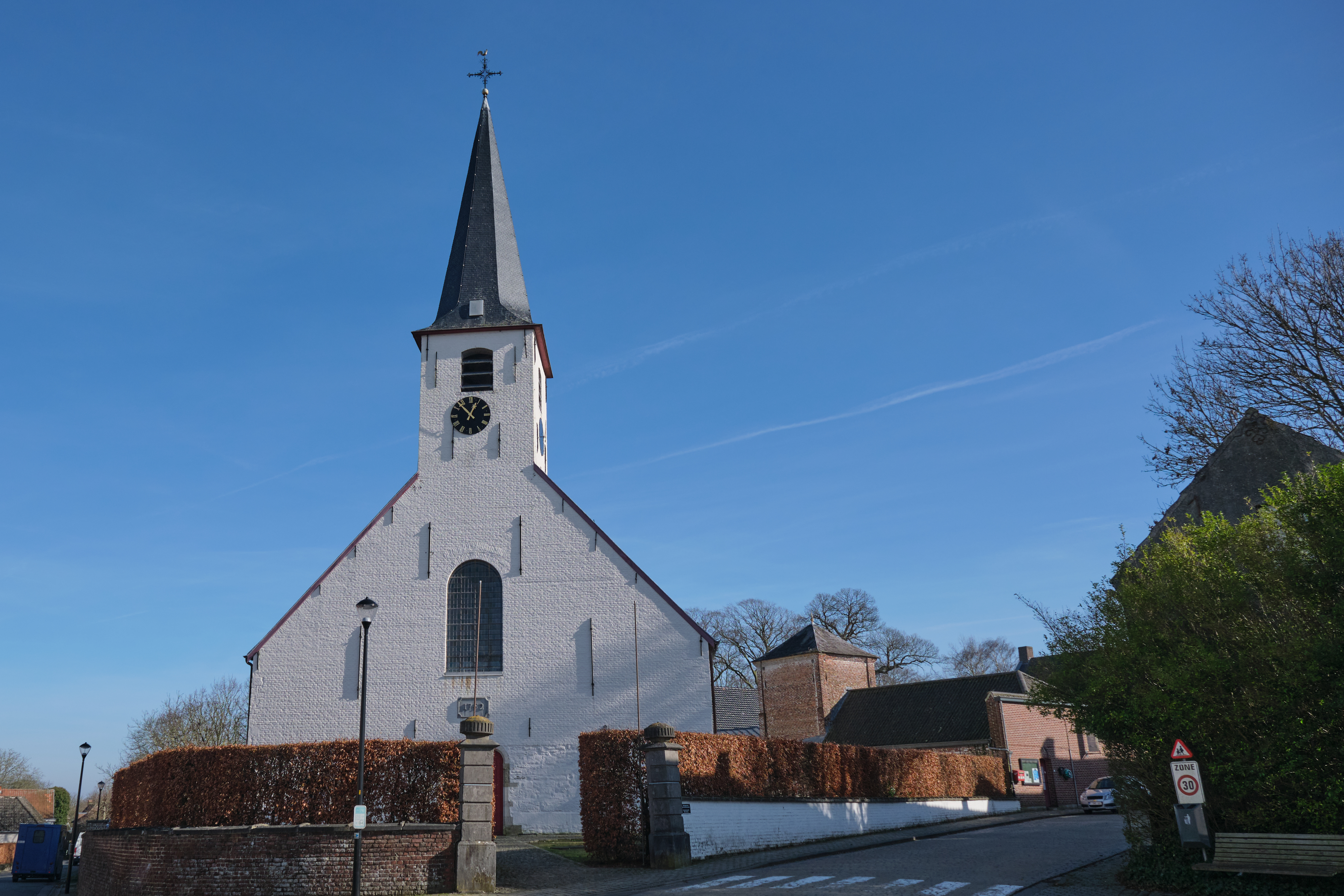
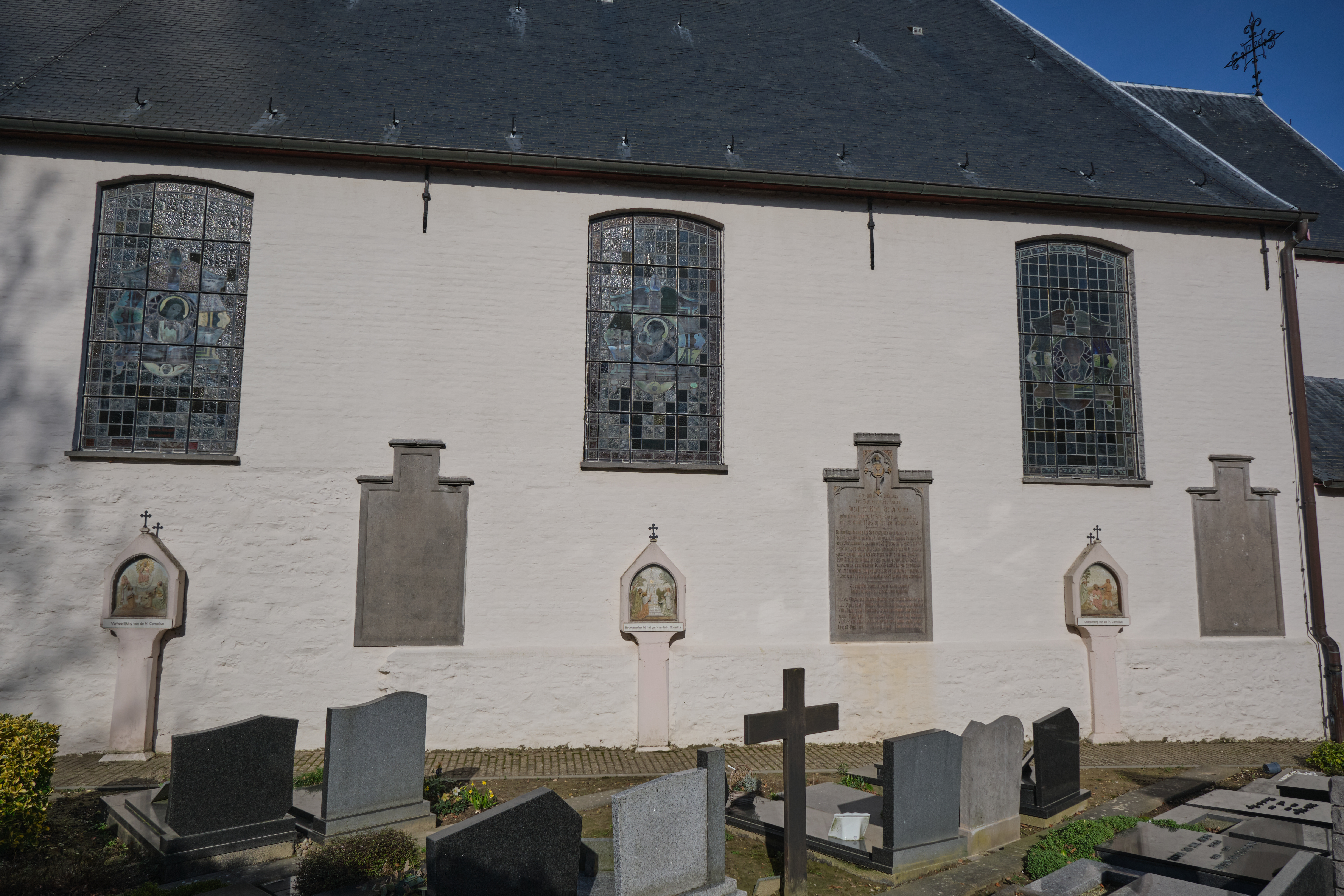
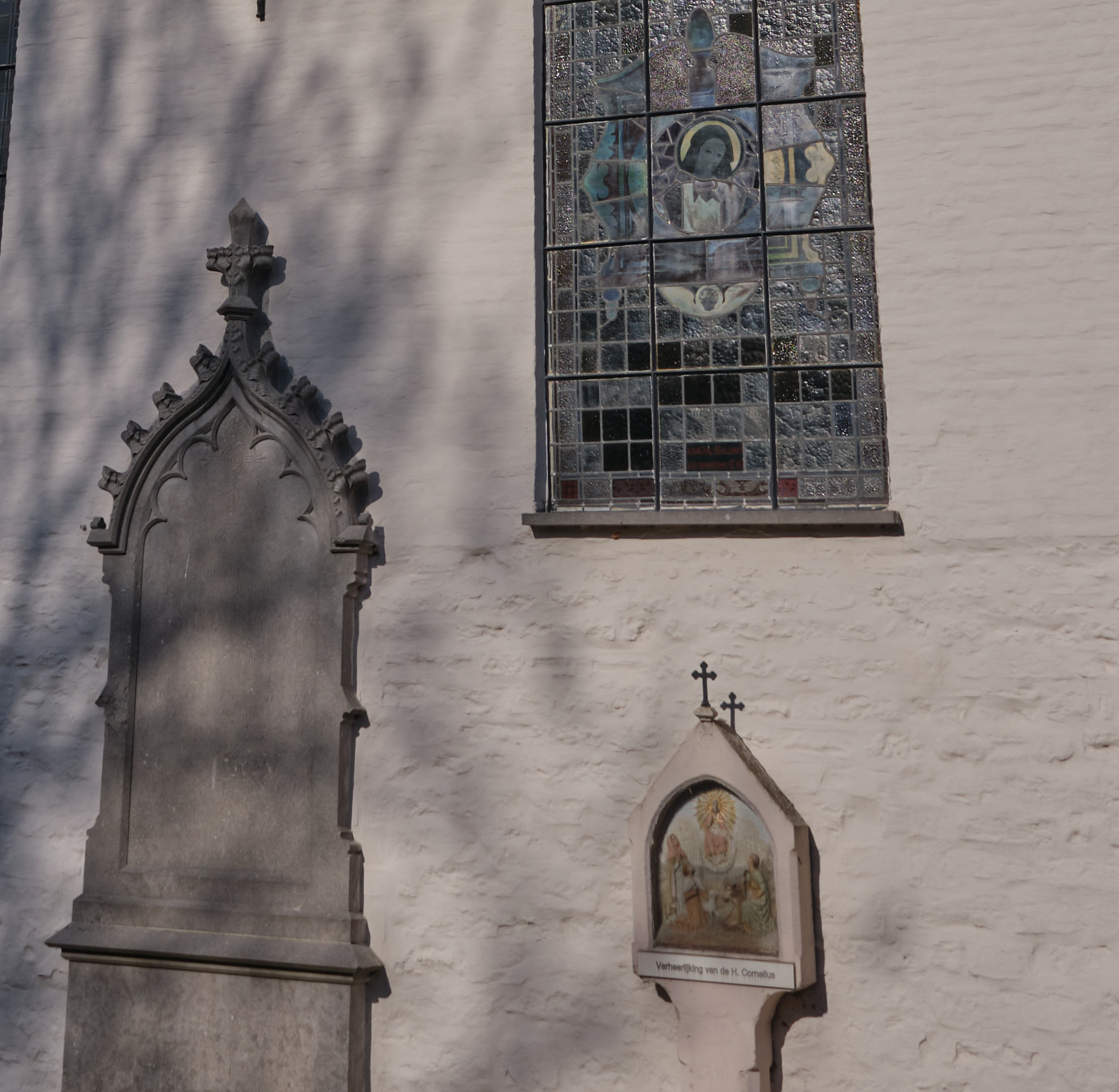
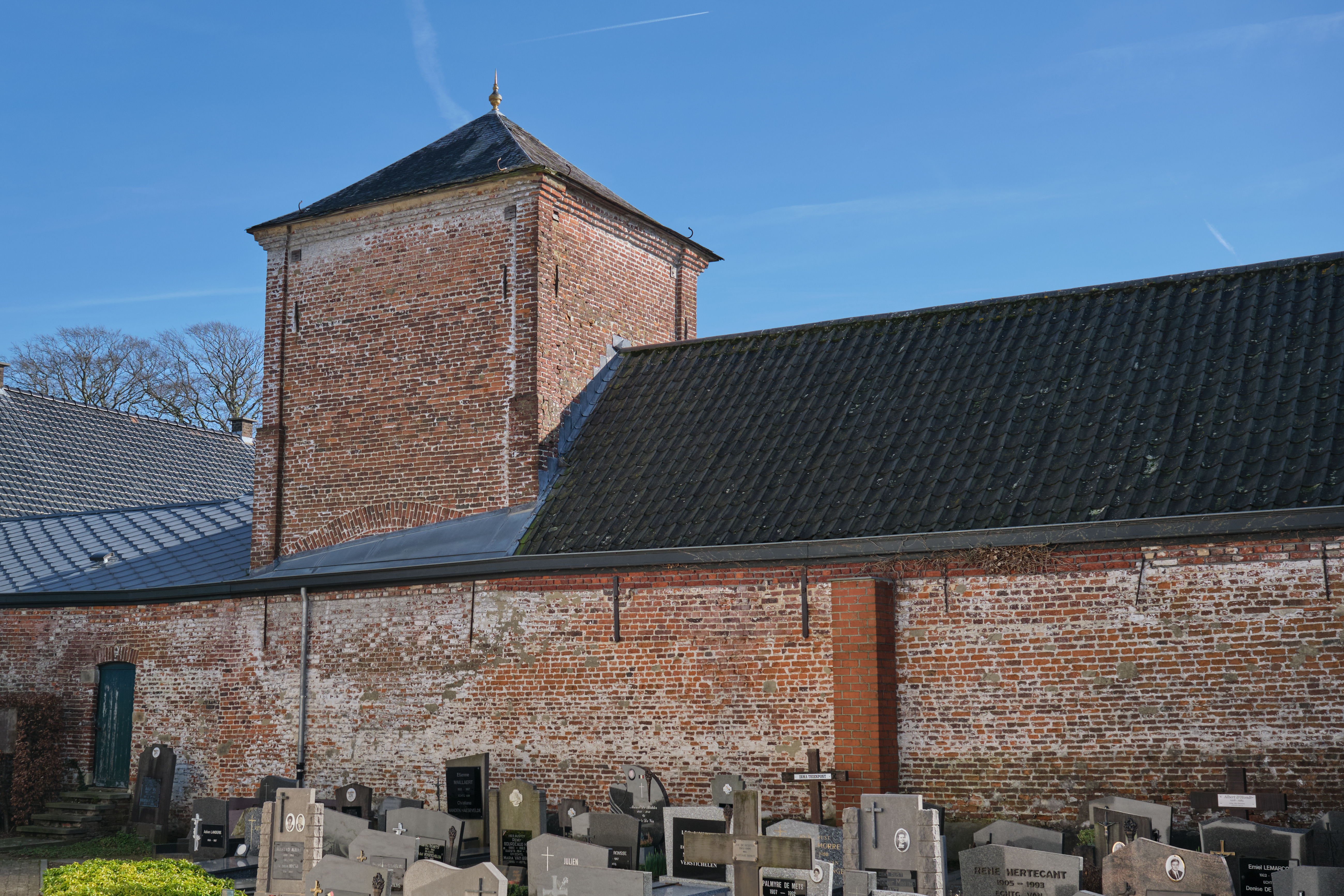
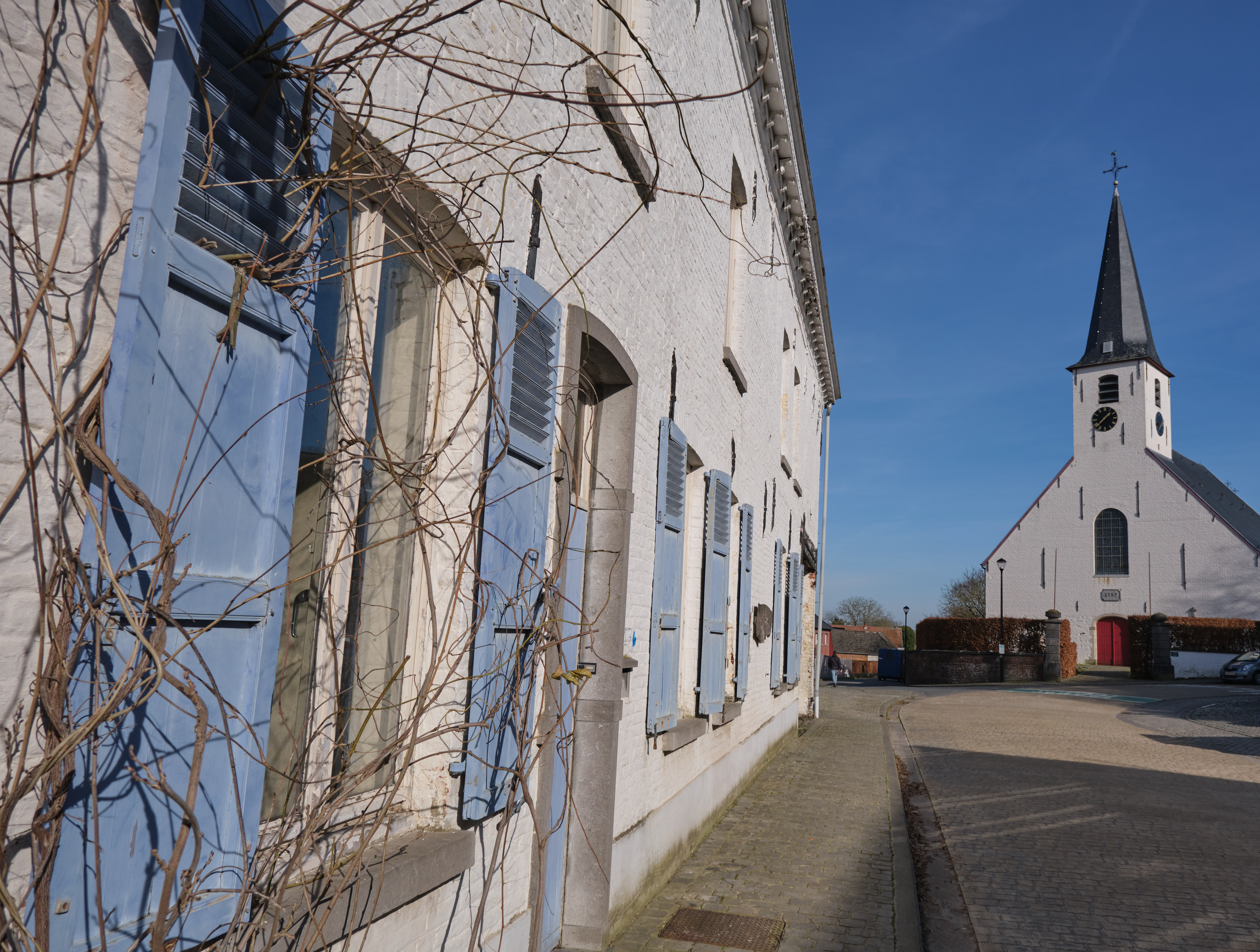
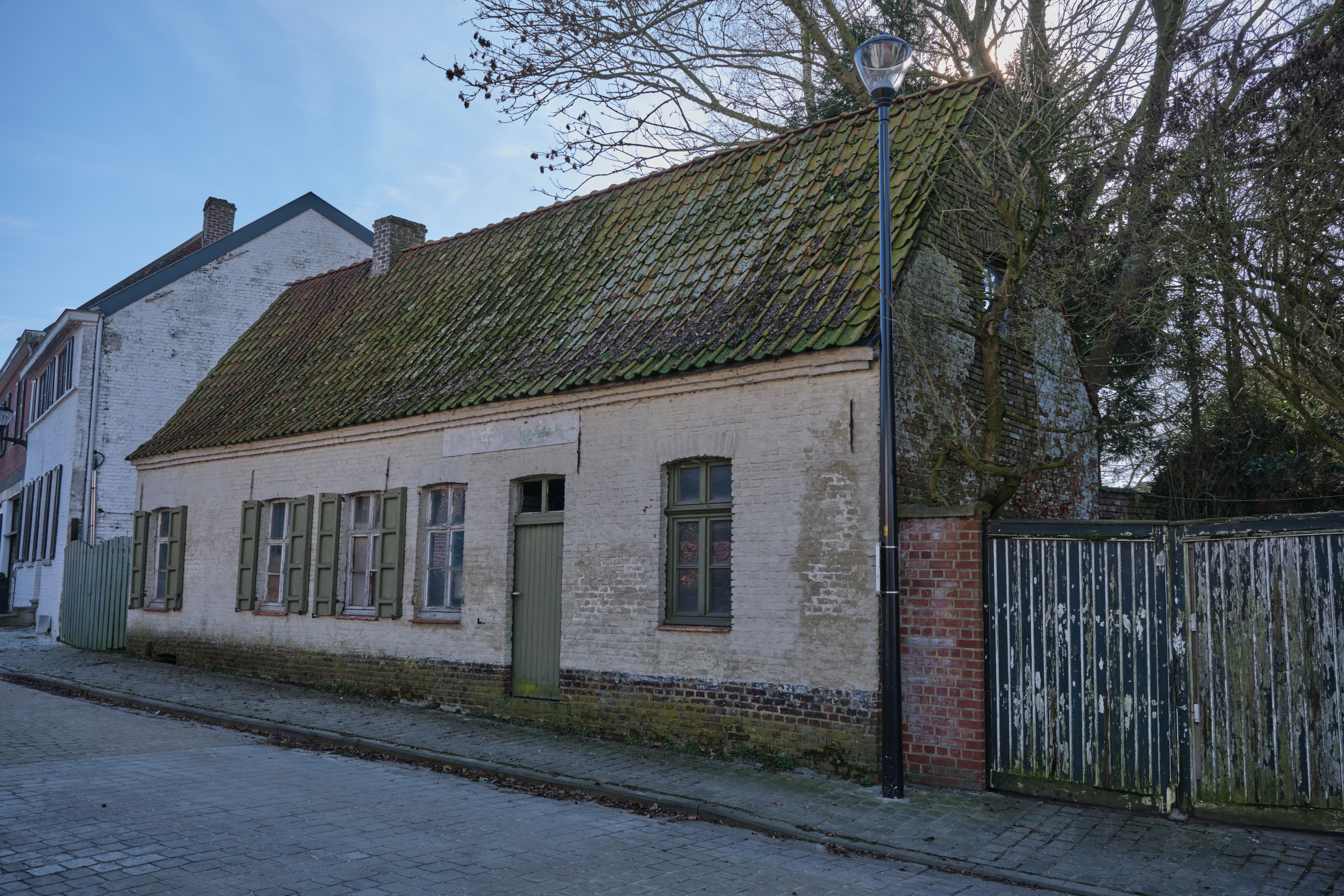
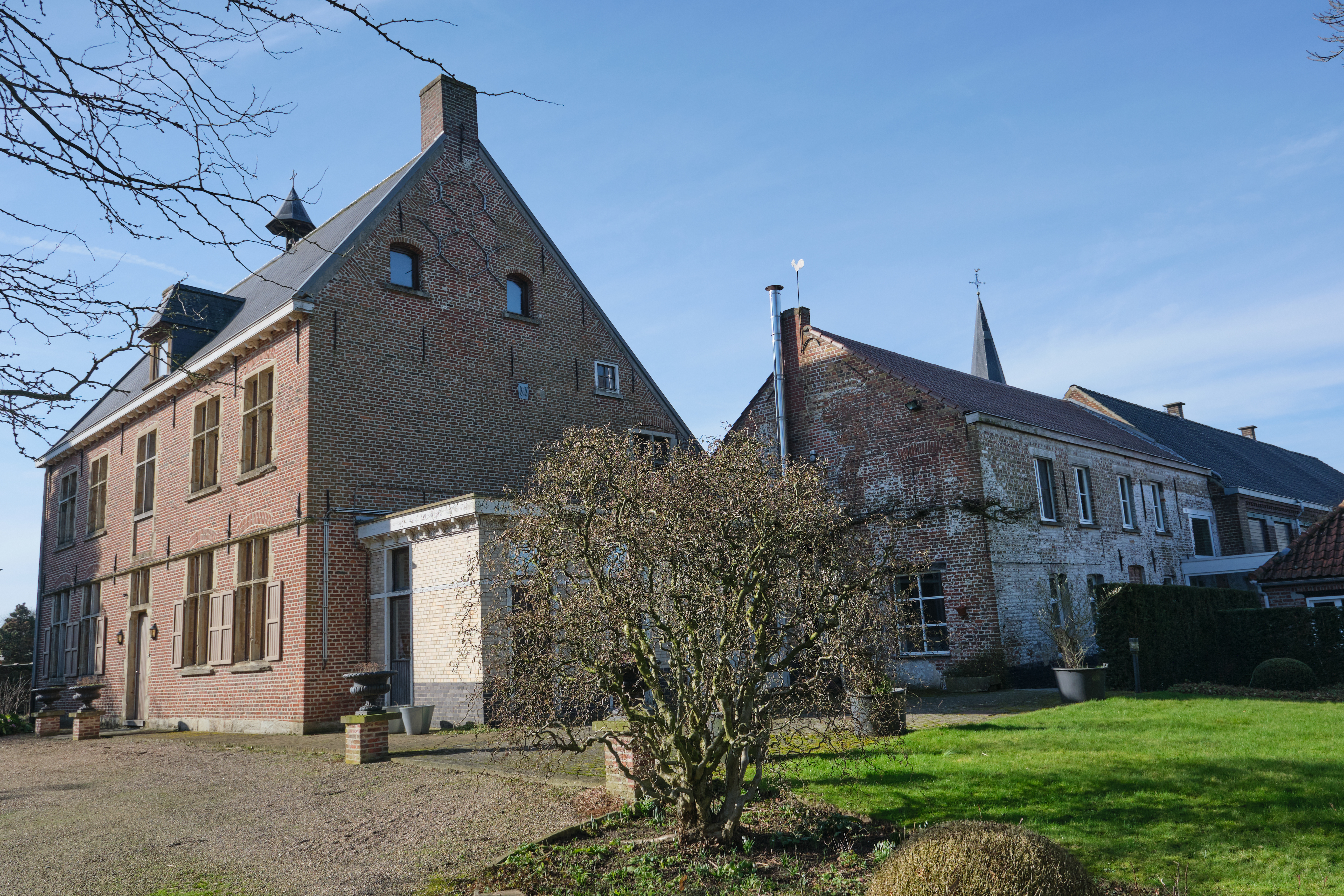
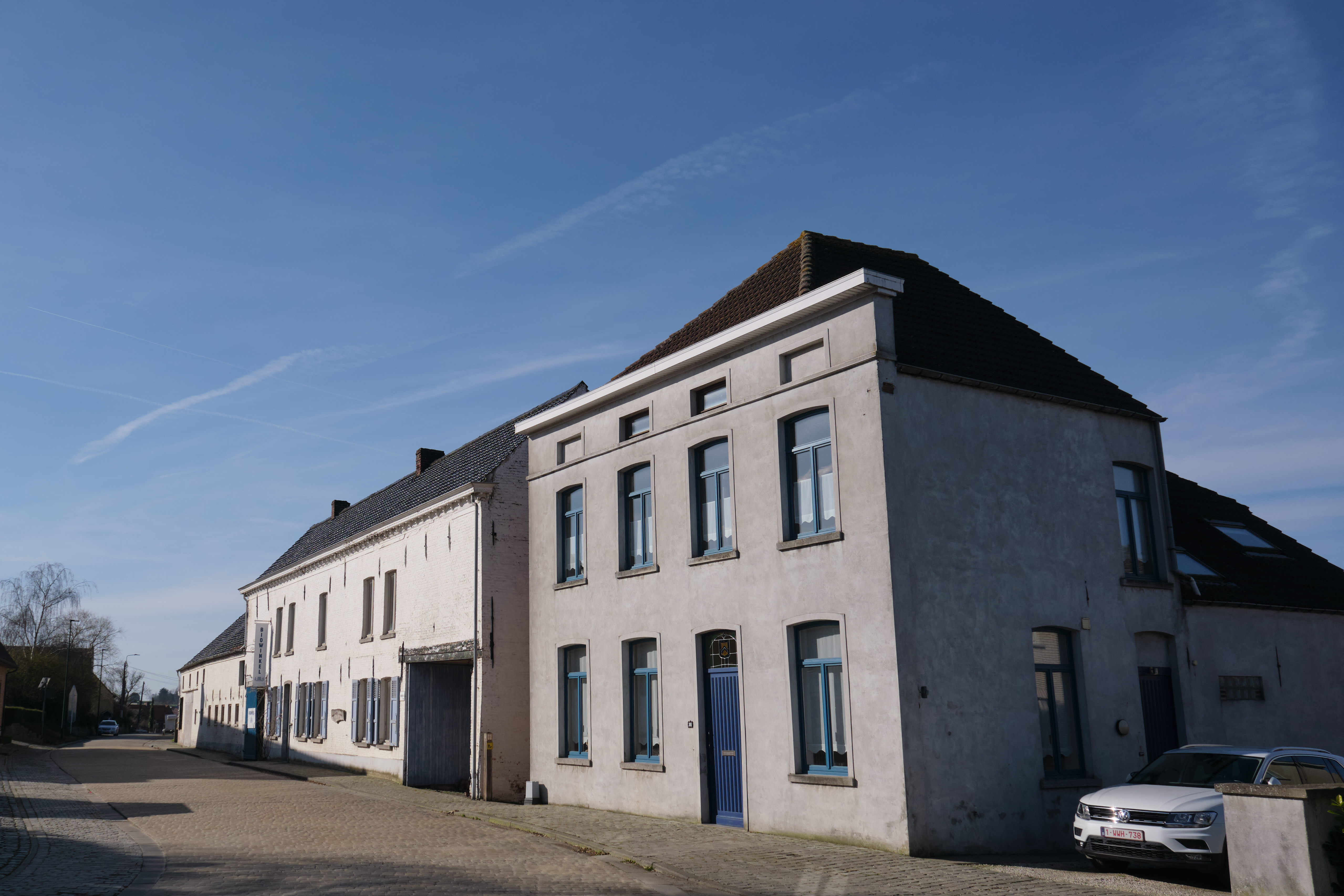
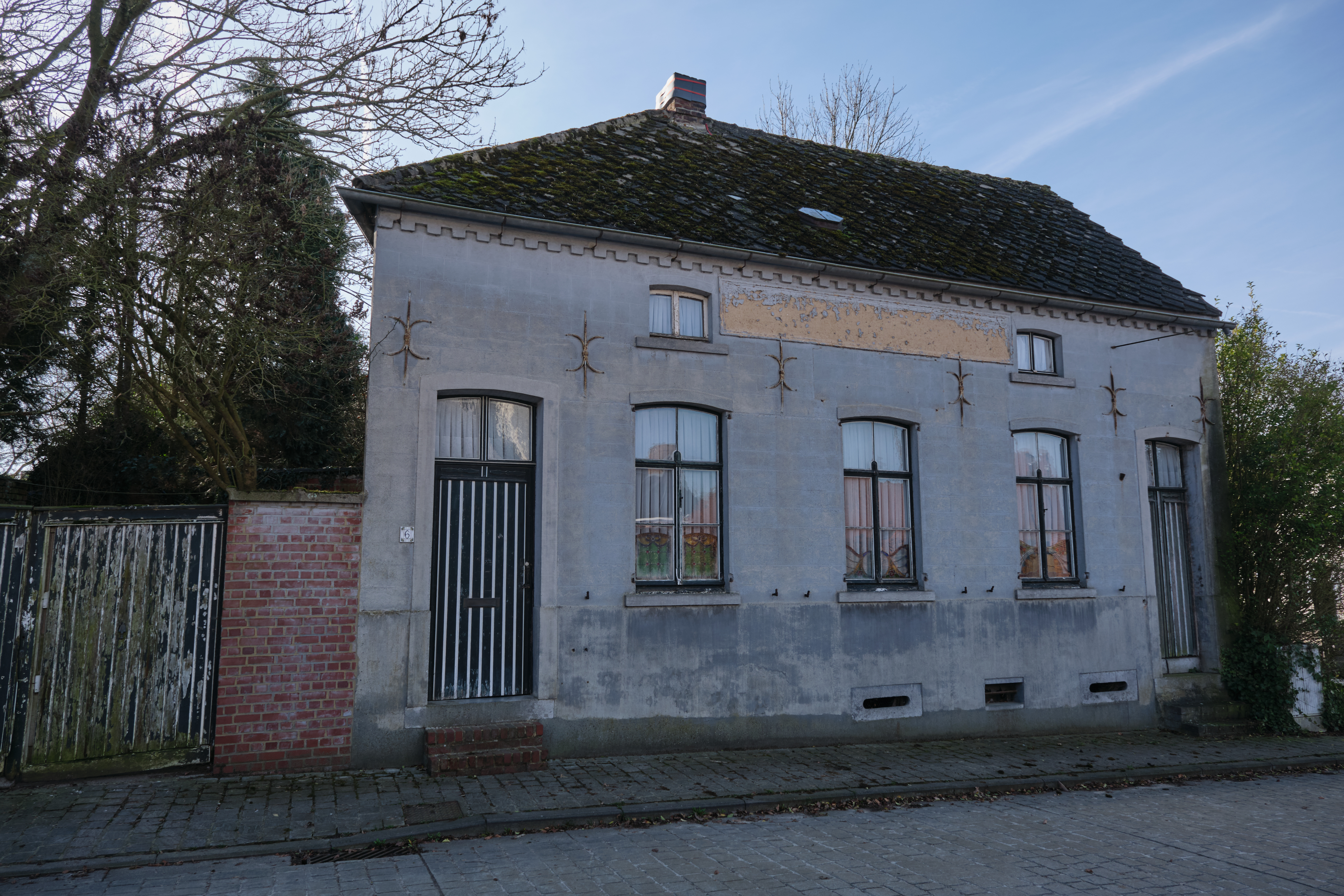
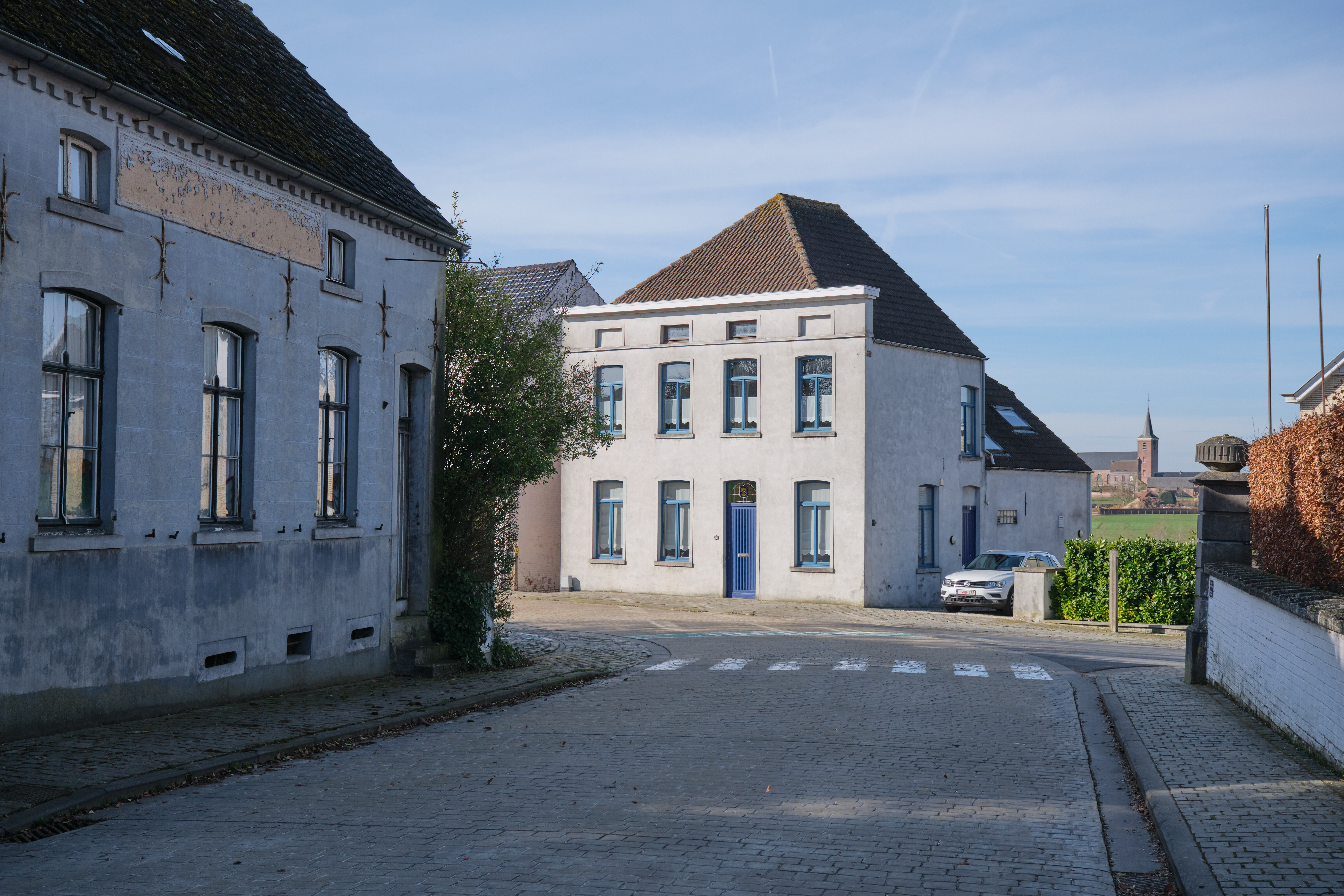
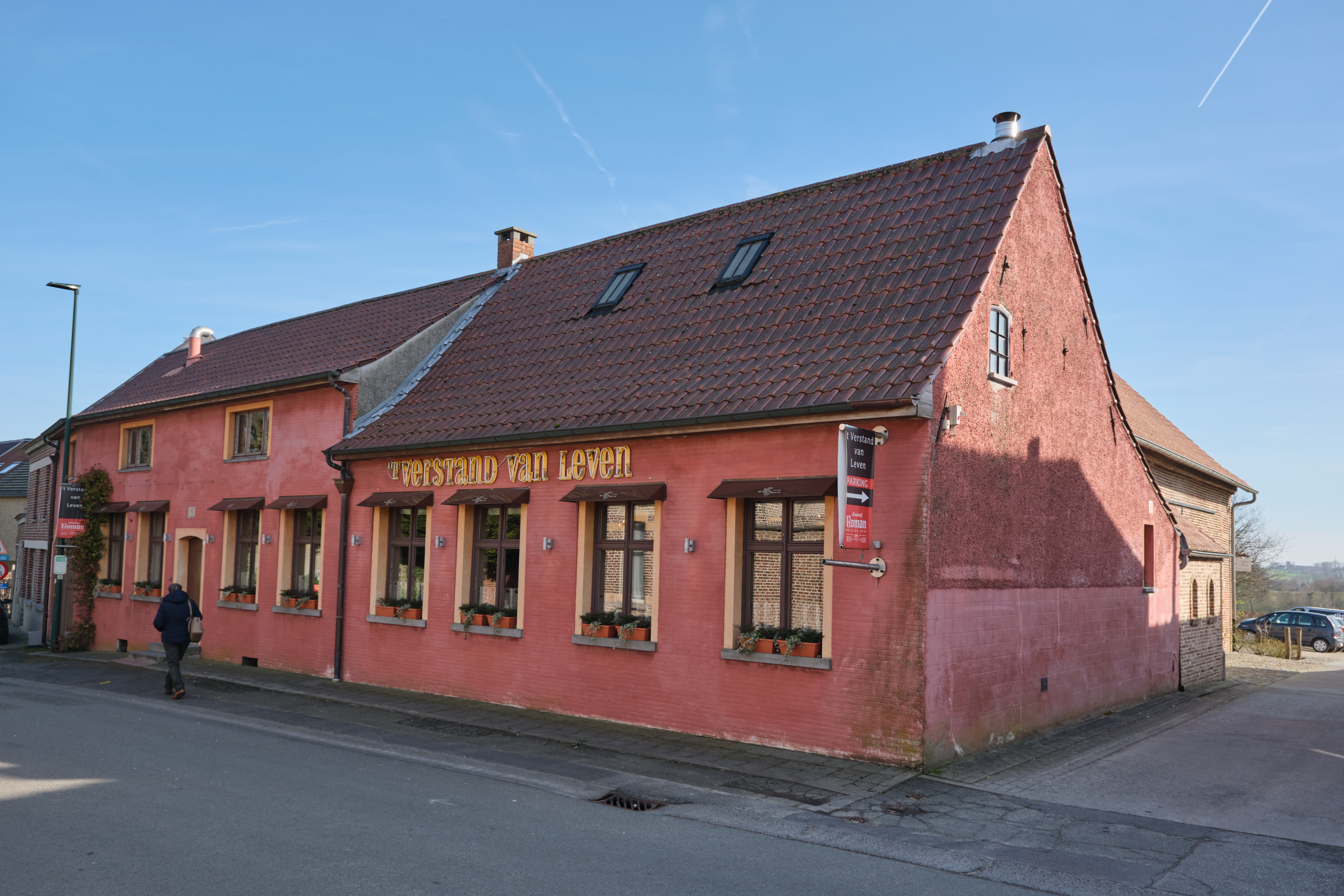
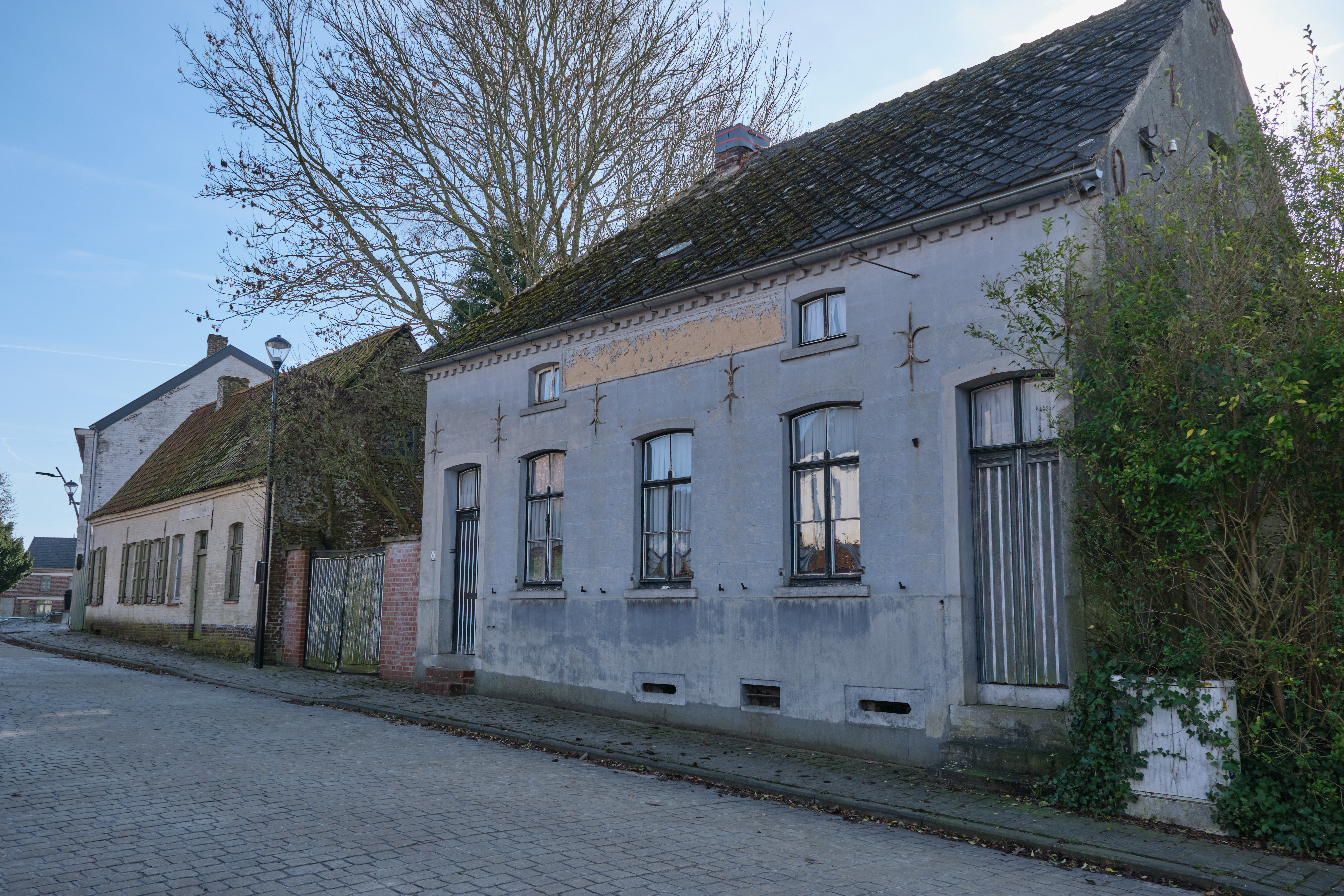
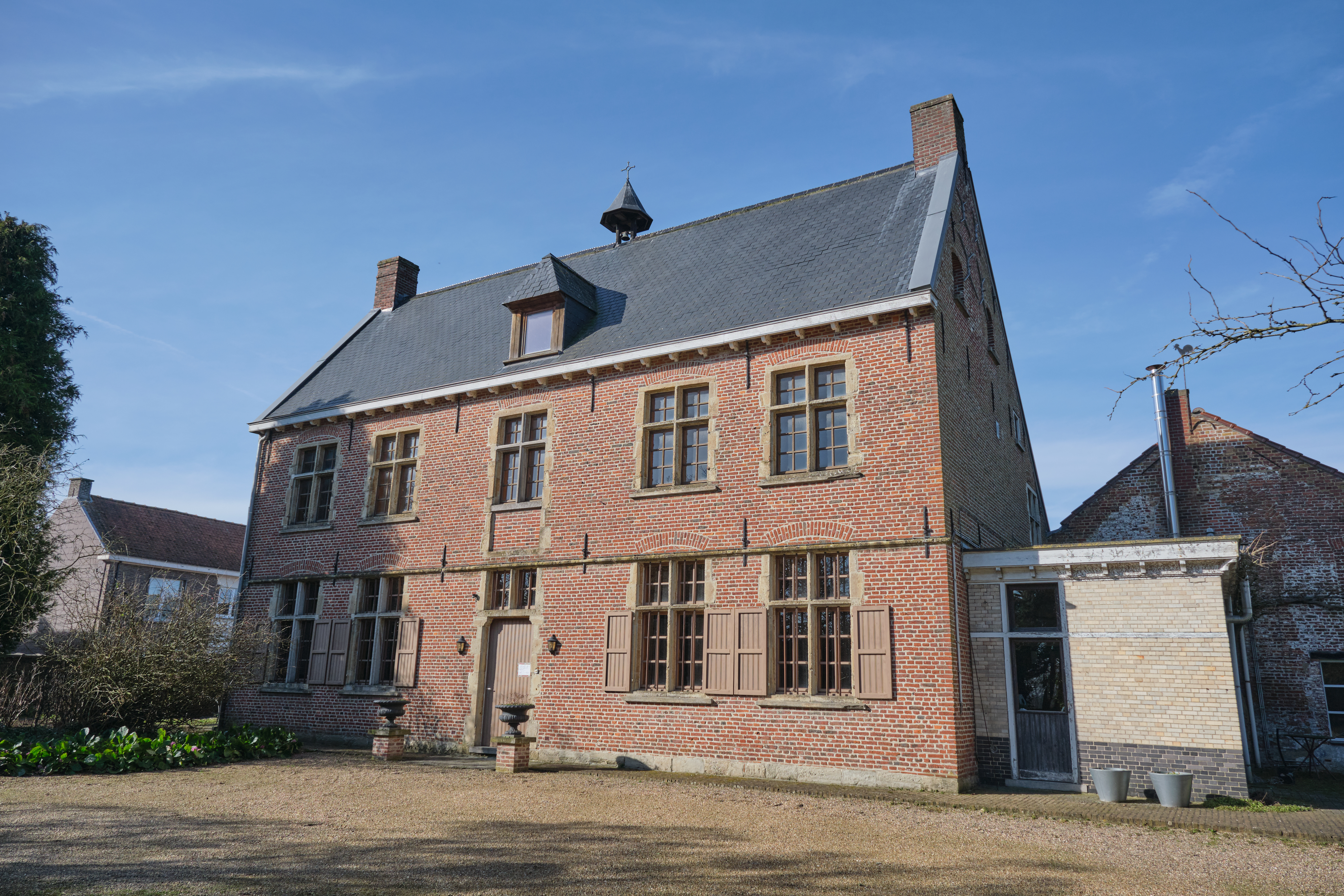
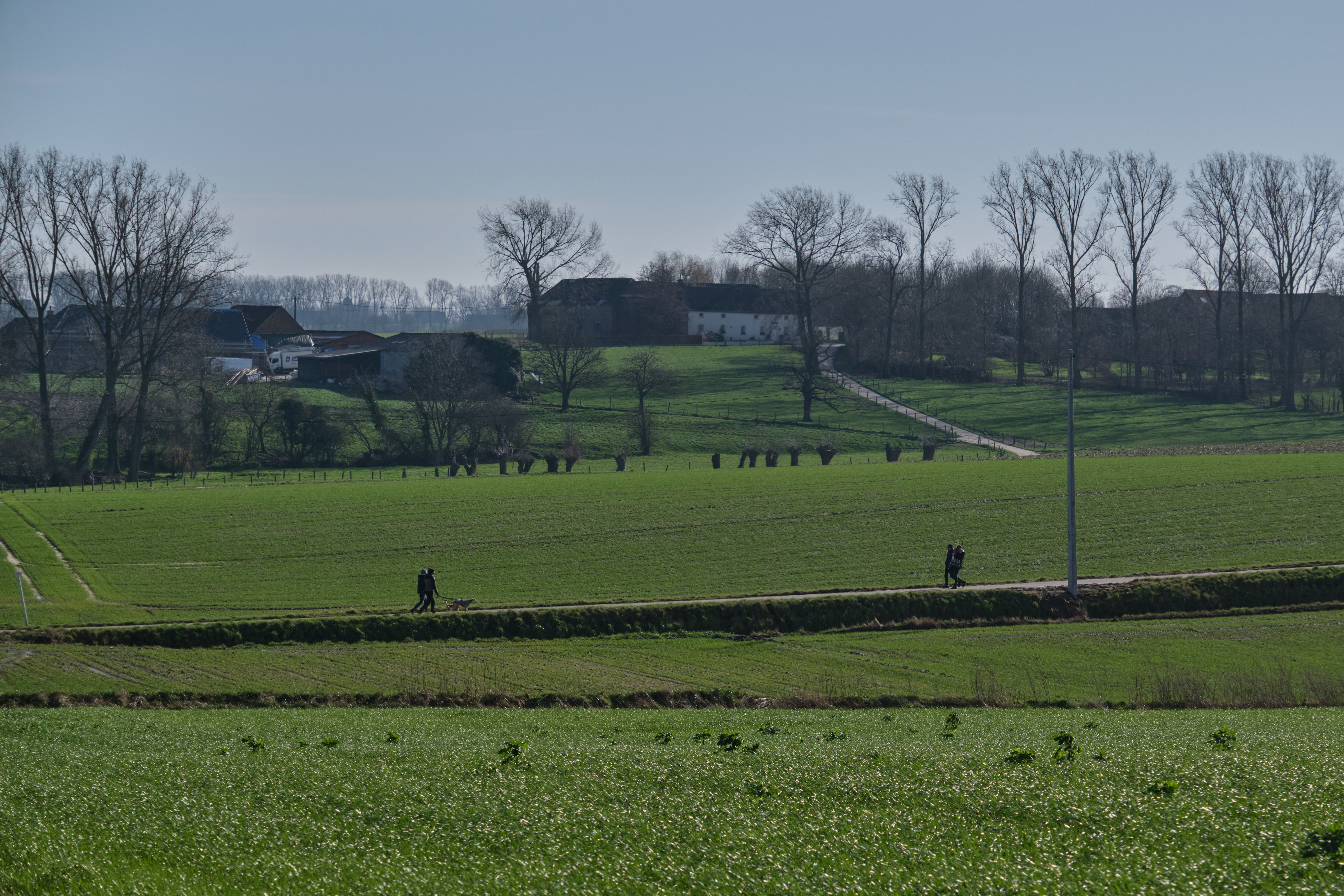

## Nabijgelegen kernen
Sint-Maria-Horebeke, Mater, Volkegem, Schorisse, Zegelsem, Sint-Blasius-Boekel